# جي. ستار تيت
جي. ستار تيت هو سياسي كندي، ولد في 5 ديسمبر 1885 في سانت جون في كندا، وتوفي في 20 أغسطس 1948. نشط حزبياً في الحزب التقدمي المحافظ في نيو برونزويك ‏. وقد انتخب عضو الجمعية التشريعية لنيو برونزويك ‏.